# Elaphoglossum iguapense
Elaphoglossum iguapense är en träjonväxtart som beskrevs av Alexander Curt Brade. Elaphoglossum iguapense ingår i släktet Elaphoglossum och familjen Dryopteridaceae. Inga underarter finns listade.